# Bétinho
João Roberto Correia Gomes (Cabo Verde, 2 de maio de 1985), mais conhecido por Betinho, é um jogador de basquetebol luso-caboverdiano, que atualmente joga no Sport Lisboa e Benfica, que atua na Liga Betclic.

## Carreira
Betinho jogou no FC Barreirense, em Portugal, sendo o clube onde ele desenvolveu suas habilidades de basquetebolista, tendo sido observado por olheiros americanos e europeus. O seu desempenho com o Barreirense levou a um convite para jogar no Reebok Eurocamp 2006 e 2007 edições em Treviso. Betinho era projecto para o Draft da NBA de 2007 e depois de trabalhar por várias equipas da NBA, como o Boston Celtics, Portland Trail Blazers, e Detroit Pistons, foi dispensado.
Betinho acabou portanto por regressar à Europa onde jogou no Club Baloncesto Breogán, em Espanha, durante quatro épocas. Participou no EuroBasket 2007, disputado em Espanha, representando Portugal com média de 10 ppg, 3.8 rpg e 1.2 apg.
João Gomes foi também um membro da Seleção portuguesa na fase de qualificação para o Eurobasket 2009 e na fase de grupos do Eurobasket 2011.
Foi também em 2011 que regressou a Portugal, desta vez para jogar no SL Benfica, ajudando o clube a ser campeão português logo na primeira época. Conquistou ainda mais dois campeonatos nacionais, uma Taça Hugo dos Santos, dois Troféus António Pratas, uma Supertaça e uma Taça de Portugal. Na época 2015/16 regressou a Espanha, para jogar no BC Andorra e mais tarde, em 2016 foi para Itália, para defender as cores do Aquila Basket Trento.
Em 2019, com 34 anos, decidiu regressar ao Benfica, onde ainda joga sendo das principais figuras da equipa, mesmo tendo 39 anos.

## Títulos
SL Benfica
- Liga Portuguesa de Basquetebol: 2011-12, 2012-13, 2013-14, 2021-22, 2022-23, 2023-24 e 2024-25
- Supertaça de Portugal: 2012. 2013 e 2023
- Taça Hugo dos Santos: 2012-13, 2013-14 e 2023-24
- Taça de Portugal: 2013-14 e 2022-23